# Páhi
Páhi község Bács-Kiskun vármegye Kiskőrösi járásában.

## Fekvése
Páhi a Kiskunsági-homokhátság egyik települése, Kecskeméttől országúton mintegy negyven, Kiskőröstől tizenhárom kilométerre. Nem messze tőle található a Kiskunsági Nemzeti Park részét képező Kolon-tó.

### Megközelítése
A község ma csak közúton érhető el, a központján nagyjából észak-déli iránybam végigvezető 5301-es úton, habár a külterületeit érinti még az 5217-es és az 5303-as út is.
Régebben elérhető volt keskeny nyomközű vasúton is, Kecskemét és Kiskőrös felől egyaránt, a MÁV 148-as számú vonalán, a kecskeméti kisvasúton, melyen azonban 2009. december 13-án megszűnt a személyforgalom.
A Volánbusz menetrend szerinti járataival többek közt Kecskemét és Izsák felől érhető el a település.

## Története
Mivel Páhi területe kiválóan alkalmas legeltetésre, a honfoglalás után a fejedelmi törzs részei szállták meg. Több középkori oklevélben is említik, ezek egyikéből tudjuk, hogy Fejér vármegye solti székéhez tartozott Pah néven. A 16. században a Baranyai család birtokolta.
A török időkben elnéptelenedett pusztát a környező területekkel együtt több uraság és település is bérelte az évszázadok folyamán. Birtoka volt itt a Bethlen, a Degenfeld, az Okolicsányi, valamint a Radvánszky családnak.
Közigazgatási hovatartozása a 19. században változó volt, így tartozott Kecskeméthez és Kiskőröshöz. A lakosság a század elején mezőgazdasági termelésből élt tanyákon, a világtól elzárva. A pusztákon állatokat legeltettek.
1853-ban Páhi községgé alakult, több pusztából és nemesi birtokból. Csengőd puszta, Tabdi és Kaskantyú is hozzátartozott. 1871-ben nagyközségi rangot kapott. 1900-ban már postája és távírója is volt. 1912-ben Csengőd kivált Páhiból, magával víve Tabdi pusztát is. Az 1940-es években Páhiban tanított Szabó Magda, Kossuth-díjas magyar írónő, műfordító.
A településen két templom van, a katolikus és az evangélikus, utóbbit a reformátusok is használják. A falu lakóinak zöme katolikus. A plébános Podmaniczki Imre, aki helyben lakik 2014. augusztus 1-től.

## Közélete

### Polgármesterei
- 1990–1991?: Balázs István (független)[4]
- 1991–1992: Balázs Istvánné (független)[5]
- 1992–1994: Oroszi István (FKgP)[6]
- 1994–1998: Oroszi István (független)[7]
- 1998–2002: Oroszi István (független)[8]
- 2002–2006: Oroszi István (független)[9]
- 2006–2010: Oroszi István (független)[10]
- 2010–2014: Oroszi István (független)[11]
- 2014–2019: Oroszi István (független)[12]
- 2019–2024: Petz János (független)[13]
- 2024– : Petz János (független)[1]

1991. április 7-én – ismeretlen okból – időközi választást tartottak a településen, azonban az akkor megválasztott Balázs Istvánné 1992. május 20-án lemondott tisztségéről, így 1992 augusztusában újból időközi választásra került sor Páhin.

## Népesség
A település népességének változása:
| Lakosok száma | 1240 | 1212 | 1169 | 1119 | 1143 | 1122 | 1131 |
|               | 2013 | 2014 | 2018 | 2021 | 2022 | 2023 | 2024 |

A 2011-es népszámlálás során a lakosok 95,4%-a magyarnak, 0,7% cigánynak, 0,2% németnek, 0,2% románnak mondta magát (4,5% nem nyilatkozott; a kettős identitások miatt a végösszeg nagyobb lehet 100%-nál). A vallási megoszlás a következő volt: római katolikus 72,8%, református 5,7%, evangélikus 8,4%, görögkatolikus 0,1%, felekezeten kívüli 4,6% (7,9% nem nyilatkozott).
2020. január 1-én, a lakosság száma: 1174 fő. 
2022-ben a lakosság 89,4%-a vallotta magát magyarnak, 1,1% németnek, 0,6% románnak, 0,6% cigánynak, 0,3% szlováknak, 0,1-0,1% lengyelnek, szerbnek, ukránnak és horvátnak, 1,7% egyéb, nem hazai nemzetiségűnek (10,1% nem nyilatkozott; a kettős identitások miatt a végösszeg nagyobb lehet 100%-nál). Vallásuk szerint 49,4% volt római katolikus, 6,6% evangélikus, 4,8% református, 0,6% evangélikus, 0,3% görög katolikus, 0,1% izraelita, 1,1% egyéb keresztény, 1,2% egyéb katolikus, 5,9% felekezeten kívüli (30,5% nem válaszolt).